# Pays du Bocage
Ne doit pas être confondu avec Pôle d'équilibre territorial et rural du Pays du Bocage.
Le Pays du Bocage, ou Groupement d'intérêt public ADECO Pays du Bocage, est une ancienne structure de regroupement de collectivités locales française, située dans le département de l'Orne et la région Normandie.

## Historique
Créée en 1984, l'association ADECO promeut le développement local du territoire du Pays du Bocage. 
À la suite de la loi LOADDT en 1995, l’association ADECO est désignée comme structure porteuse du Pays du Bocage. 
En 2003, l’association est transformée en groupement d’intérêt public (GIP) avec pour mission d’animer et de gérer les dispositifs opérationnels dans les domaines du développement et de l’aménagement du territoire.
À la suite de l'assemblée générale du 27 juin 2016, le GIP ADECO Pays du Bocage est dissout avec un transfert de mission au Pôle d'équilibre territorial et rural du Pays du Bocage effectif au 21 novembre 2016,,.

## Territoire
Le Pays du Bocage couvrait les territoires des 11 établissements publics de coopération intercommunale qui le composaient pour un total de 139 communes :
- Communauté d'agglomération du Pays de Flers
- Communauté de communes du Bocage d'Athis
- Communauté de communes du Bocage de Passais-la-Conception
- Communauté de communes du Canton de Tinchebray
- Communauté de communes des Courbes de l'Orne
- Communauté de communes du Domfrontais
- Communauté de communes du Pays d'Andaine
- Communauté de communes du Pays de Briouze
- Communauté de communes du Pays Fertois
- Communauté de communes du Val d'Orne
- Communauté de communes de La Ferté-Saint-Michel

## Composition
Le GIP ADECO Pays du Bocage se composait de membres délégués des assemblées délibérantes des 11 établissements publics de coopération intercommunale de son territoire ainsi que des représentants de :
- Département de l'Orne ;

- Chambre de commerce et d'industrie de Flers-Argentan ;
- SPL quincaillerie de Tinchebray ;
- SPL Pôle mécanique Sud Normandie ;
- Association Bocage Entreprendre[5].